# Klöden
Klöden è una frazione (Ortsteil) della città tedesca di Jessen (Elster), nel Land della Sassonia-Anhalt.